# Абдель Медіуб
Абдель Джаліль Заїм Ідрісс Медіуб (араб. عبد الجليل زعيم إدريس مديوب, нар. 28 серпня 1997, Марсель) — алжирський футболіст, захисник грецького клубу «Аріс».
Виступав, зокрема, за клуб «Бордо», а також національну збірну Алжиру.

## Клубна кар'єра
Народився 28 серпня 1997 року в місті Марсель. Вихованець юнацьких команд футбольних клубів «Гранада», «Касереньйо» та «Дон Беніто».
У дорослому футболі дебютував 2018 року виступами за команду «Гранада Б», в якій провів один сезон. 
Згодом з 2019 по 2021 рік грав у складі команд «Динамо» (Тбілісі), «Бордо Б» та «Тондела».
Своєю грою за останню команду привернув увагу представників тренерського штабу клубу «Бордо», до складу якого приєднався 2021 року. Відіграв за команду з Бордо наступний сезон своєї ігрової кар'єри.
До складу клубу «Аріс» приєднався 2022 року. 

## Виступи за збірну
У 2020 році дебютував в офіційних матчах у складі національної збірної Алжиру.

## Статистика виступів

### Статистика клубних виступів
| Сезон             | Команда            | Чемпіонат         | Чемпіонат | Чемпіонат | Національний кубок | Національний кубок | Національний кубок | Континентальні кубки | Континентальні кубки | Континентальні кубки | Інші змагання | Інші змагання | Інші змагання | Усього | Усього | Усього |
| Сезон             | Команда            | Ліга              | Ігор      | Голів     | Ліга               | Ігор               | Голів              | Ліга                 | Ігор                 | Голів                | Ліга          | Ігор          | Голів         | Ігор   | Голів  |        |
| ----------------- | ------------------ | ----------------- | --------- | --------- | ------------------ | ------------------ | ------------------ | -------------------- | -------------------- | -------------------- | ------------- | ------------- | ------------- | ------ | ------ | ------ |
| 2019              | «Динамо» (Тбілісі) | ЧГ                | 19        | 1         | КГ                 | 1                  | 0                  | ЛЄ                   | 2                    | 1                    |               | -             | -             | 22     | 2      |        |
| 2019–20           | «Бордо-2»          | CFA2              | 11        | 0         |                    | -                  | -                  |                      | -                    | -                    |               | -             | -             | 11     | 0      |        |
| 2020–21           | «Бордо-2»          | CFA2              | 1         | 1         |                    | -                  | -                  |                      | -                    | -                    |               | -             | -             | 1      | 1      |        |
| 2020–21           | «Тондела»          | ПЛ                | 16        | 0         | ПЛУ+КЛ             | 1+0                | 0                  |                      | -                    | -                    |               | -             | -             | 17     | 0      |        |
| Усього за кар'єру | Усього за кар'єру  | Усього за кар'єру | 47        | 2         |                    | 2                  | 0                  |                      | 2                    | 1                    |               | -             | -             | 51     | 2      |        |

## Титули і досягнення
- Чемпіон Кіпру (1):

«Аріс»: 2022-23
- Володар Суперкубка Кіпру (1):

«Аріс»: 2023